# Paralimnophora
Paralimnophora este un gen de muște din familia Muscidae.

Cladograma conform Catalogue of Life:
| Paralimnophora | \| \| Paralimnophora antipoda \| \| \| \| \| \| Paralimnophora depressa \| \| \| \| \| \| Paralimnophora indistincta \| \| \| \| |
|                | \| \| Paralimnophora antipoda \| \| \| \| \| \| Paralimnophora depressa \| \| \| \| \| \| Paralimnophora indistincta \| \| \| \| |
|                | Paralimnophora antipoda |
|                | |
|                | Paralimnophora depressa |
|                | |
|                | Paralimnophora indistincta |
|                | |